# Orinomerium andes
Orinomerium andes är en mångfotingart som beskrevs av Chamberlin 1955. Orinomerium andes ingår i släktet Orinomerium och familjen storjordkrypare. Inga underarter finns listade i Catalogue of Life.